# Lanfranco Maroi
Lanfranco Maroi (Avellino, 19 febbraio 1889 – Roma, 1974) è stato uno statistico italiano.
È stato presidente dell'Istituto Centrale di Statistica dal 1949 al 1961.

## Biografia
Laureato in Statistica, nel 1926 ha intrapreso la carriera di docente universitario.

## Attività di ricerca
Tra i suoi interessi rientravano soprattutto la Demografia e l' Economia politica. Ha infatti analizzato l'andamento del ciclo demografico prima e dopo la Seconda guerra mondiale e ha elaborato nuovi indici per calcolare la ricchezza nazionale. A tal proposito ha dato un contributo importante all'introduzione del PIL.
Ha condotto anche studi sul settore primario e sulla valutazione della proprietà terriera e la sua rendita.